# Виктор (Тодоров)
Епи́скоп Ви́ктор (в миру Константин Ванков Тодоров; 22 марта 1961, Хасково — 10 мая 2021, София) — архиерей Болгарской старостильной церкви, епископ Никопольский (2019—2021), викарий Триадицкой митрополии.

## Биография
Родился 22 марта 1961 года в городе Хасково, в Болгарии.
В 1987 году окончил Софийский университет святого Климента Охридского со степенью магистра философии.
В 1993 году присоединился к Болгарской старостильной церкви, где его духовником стал епископ Триадицкий Фотий (Сиромахов).
С 2002 года исполнял должность секретаря Предстоятеля Болгарской старостильной церкви, являясь одновременно секретарём Церковного совета БСЦ.
2 января 2011 года митрополитом Фотием (Сиромаховым) был поставлен во чтеца, а 20 мая 2016 года пострижен в монашество с именем Виктор. 4 декабря 2017 года был рукоположен в сан иеродиакона, а 10 декабря 2017 года — в сан иеромонаха.
25 мая 2019 года Архиерейским Синодом Болгарской старостильной церкви был избран и наречён викарным епископом Никопольским.
26 мая 2019 года в Успенском кафедральном соборе был хиротонисан во епископ Никопольского. Хиротонию совершили: митрополит Триадицкий Фотий (Сиромахов), митрополит Нью-Йоркский и Североамериканский Агафангел (Пашковский) (РПЦЗ (Агафангела)), митрополит Пирейский и Саламинский Геронтий (Лударос) (Синод Хризостома), митрополит Атикийский и Виотийский Хризостом (Маниотис) (Синод Хризостома), архиепископ Кишиневский и Молдавский Георгий (Кравченко) (РПЦЗ-А), епископ Этны и Портланда Авксентий (Чапмен) (Синод Хризостома), епископ Плоештский Антоний (Тэтару) (ПСЦР), епископ Гардикийский Климент (Пападопулос) (Синод Хризостома), епископ Воронежский и Южнорусский Кирилл (Кравец) (РПЦЗ-А) и епископ Бессарадский Анфим (Тудос) (РПЦЗ-А).
Скончался 10 мая 2021 года после тяжелой болезни.